# 瀬之本久史
瀬之本 久史（せのもと ひさし、2月22日 - ）は、日本のイラストレーター ・原画家。熊本県出身。アダルトゲームブランドのWitch、AXLの所属を経て、現在はフリーランス。

## 主な職歴

### ゲーム原画

#### アダルトゲーム原画
- Witch
  - Alive
  - Milkyway
  - いちご打!!
  - Milkyway2
  - てりるのクリスマスBOX
  - ふぇいく
  - Milkyway3
- AXL
  - チュートリアルサマー（すたじおみりすペレット名義）
  - ひだまり
  - キミの声がきこえる
  - 恋する乙女と守護の楯
  - Princess Frontier
  - Like a Butler
  - かしましコミュニケーション
  - 愛しい対象の護り方
  - Dolphin Divers
  - 百花繚乱エリクシル
  - レーシャル・マージ
  - あやかしコントラクト
  - 恋する乙女と守護の楯～薔薇の聖母～
  - 王の耳には届かない！
  - アイよりアオい海の果て[4]
  - キュリオディーラー[5]
- Sonora
  - 僕の未来は、恋と課金と。 ～Charge To The Future～（SD原画）
  - 同じクラスのアイドルさん。Around me is full by a celebrity.（SD原画）
- Triangle
  - 魔法戦士エメロードナイツ -絆を紡ぐ女神たち-
  - プリンセスクライシス[6]
  - 魔法戦士 FINAL IGNITION
  - 魔法閃士フェアリーバレット
  - 魔法戦士エクストラバースト
- 戯画 Team AIGIS
  - 恋する乙女と守護の楯 Re:boot The "SHIELD-9"
- Waffle
  - ふたなり潜入捜査セイカ -肉体改造教室、強制射精授業-
  - 毒舌悪魔とムッツリ天使との四畳半暮らし（SD原画）
- BaseSon
  - 双天†恋姫 -至源の王-

#### コンシューマゲーム
- 幻想牢獄のカレイドスコープ（エンターグラム、SD原画）

### 挿絵など
- 鉄球姫エミリー（八薙玉造・著、集英社・スーパーダッシュ文庫）
- 恋する乙女と守護の楯 -The shield of AIGIS-（和泉フセヤ・著、集英社・スーパーダッシュ文庫）
- 雑誌『パソコンパラダイス』表紙（サンデー社、2011年5月号 - ）
- GWAVE 2011 1st Chronicleジャケットイラスト

### イラスト集
- 瀬之本久史アートワークス MAXムック PUSH!! Selectedシリーズ